# Patricia Haffner
Patricia Haffner, née Patricia Brézun le 6 mai 1955, est une pilote de ligne française, la première femme ayant suivi la formation de l'École nationale de l'aviation civile.

## Biographie
Patricia Brézun est née d'un père commandant de bord et d'une mère pilote privé. Elle commence son apprentissage de pilote par le planeur, puis est membre de l'aéroclub de Mitry-Mory en Seine-et-Marne. Elle obtient la licence de pilote privé dès 1972 et aspire à devenir pilote de ligne. Pour cela, il faut suivre l'enseignement de l'École nationale de l'aviation civile (Enac). Mais à l'époque, cette école ne recrute que des hommes. Heureusement une loi est votée en 1973, à l'initiative de Marie-Josèphe de Beauregard, présidente de l'association française des femmes pilotes, permettant l'admission de filles, mais à la condition d'avoir dix-huit ans. Patricia attend donc un an, passe le concours en 1974 et intègre la promotion de 45 élèves, dans laquelle elle est la seule femme.
À l'issue de sa formation, elle est la première femme à obtenir — via cette formation — la licence de pilote de ligne. Elle entre dans la compagnie Air France où elle commence comme télécommunicatrice au sein d'un équipage de Boeing 707. Elle est promue en 1980, copilote sur Boeing 727 puis en 1985 sur Airbus A300. Elle est alors promue commandant de bord sur Boeing 737 et assure des liaisons moyen courrier jusqu'en 1996. Elle assure ensuite des liaisons long courrier sur Airbus A310 puis à partir de 2001, assure trois fois par semaine sur Boeing 777 des liaisons vers l'Asie, l'Amérique du Nord et l'Amérique latine.
L'historien de l'aviation, Bernard Marck écrit : « Avec Danielle Décuré qui la précède de peu comme pilote de ligne chez Air France, elle fait partie de ces pionnières grâce à qui la place des femmes va se banaliser au sein de la compagnie nationale. ».

## Pour approfondir